# Karolina Oponowicz
Karolina Oponowicz (ur. 1978 w Białymstoku) – polska dziennikarka, redaktorka, autorka książek, oraz socjolożka. Członkini Unii Literackiej. Redaktorka naczelna Wydawnictwa Agora dla dzieci.

## Życiorys
Ukończyła studia z zakresu socjologii na Uniwersytecie Warszawskim. Kształciła się również w Szkole Praw Człowieka Helsińskiej Fundacji Praw Człowieka, oraz Polskiej Szkole Reportażu. Podczas studiów współpracowała ze Stowarzyszeniem Młodych Dziennikarzy POLIS i Haliną Bortnowską. W późniejszym czasie była zatrudniona w Helsińskiej Fundacji Praw Człowieka, w której odpowiadała między innymi za tworzenie projektów przeciw dyskryminacji. Publikowała również artykuły dla magazynów „Duży Format”, „Wysokie Obcasy”, „Zwierciadło” i „Dziecko”.  Od 2014 roku związana z wydawnictwem Agora, gdzie jest redaktorką książek. W 2016 roku zadebiutowała na rynku literackim. Napisała wtedy książkę zatytułowaną „Bozie, czyli jak wygląda Bóg?”. W 2018 roku przeprowadziła rozmowę z Jerzym Bralczykiem i jego żoną Lucyną Kirwil, która ukazała się w formie książki pt: „Pokochawszy. O miłości w języku”. Wspólnie z Mają Włoszczowską napisała też książkę „Rowerem na szczyt. Trenuj z Majką”. W 2023 roku ukazała się książka „Bralczyk o sobie” – wywiad-rzeka, który przeprowadziła wspólnie z Pawłem Goźlińskim. Laureatka konkursu na Podcast Roku 2024 w kategorii  Lifestyle, Kultura, Hobby za „Boski podcast. O śmierci”, emitowany w radiu Tok FM. Autorka podcastów „Najgorsza matka świata” i „Co z Ciebie wyrośnie?”.

## Życie prywatne
Ma dwie córki, Mariannę i Antonię.